# Матюшко, Владимир Николаевич
Владимир Николаевич Матюшко (бел. Уладзімір Мікалаевіч Мацюшка) — белорусский военный деятель, заместитель председателя Комитета государственной безопасности Республики Беларусь (1999).

## Биография
С 26 октября 1994 года по 20 января 1999 года работал начальником Управления КГБ Республики Беларусь по Гродненской области.
С 20 января по 8 ноября 1999 года был заместителем Председателя КГБ Республики Беларусь.
8 ноября 1999 года уволен с военной службы в запас по возрасту.

## Награды
- Почётная грамота Совета Министров Республики Беларусь (1997)[4]